# Yoshida Tadao
Yoshida Tadao (japanisch 吉田 忠雄; geboren 19. September 1908 in Uozu (Präfektur Toyama); gestorben 3. Juli 1993) war ein japanischer Unternehmer, Gründer der weltweit agierenden Firma YKK.

## Leben und Wirken
Yoshida Tadao, geboren in der Präfektur Toyama, konnte nur die Grundschule besuchen. 1928 ging er nach Tokio und arbeitete zunächst im Fischgeschäft „Furuya shōten“ (古谷商店). 1934  gründete er dann  im Stadtteil Nihonbashi das Unternehmen „San-Esu Shōkai“ (サンエス商会) – „3 S Handlung“ zur Herstellung von Reißverschlüssen. 1936 begann das Unternehmen bereits mit dem Export von Reißverschlüssen nach Südamerika und Australien.
Nach dem Zweiten Weltkrieg änderte Yoshida als Präsident 1945 den Firmennamen in „Yoshida Kōgyō“ (吉田工業), der dann später im Rahmen der weiteren Exportausweitung in Übersee auf „YKK“ verkürzt wurde. Es folgte der Aufbau von Produktionsstätten in Übersee und Eroberung des Weltmarktes mit der YKK-Marke. Das Unternehmen expandierte auch in Aluminiumbaumaterialien und versuchte so, sein Unternehmen zu diversifizieren. 
Yoshida propagierte die Mitarbeiterbeteiligung am Unternehmen und verzichtete darauf, als Aktiengesellschaft Kapital zu sichern.
1986 wurde das „Kurobe Yoshida Science Museum“ (黒部市吉田科学館, Kurobe-shi Yoshida kagagu-kan) eröffnet, das Yoshida der in seiner Heimatpräfektur gelegenen Stadt Kurobe gestiftet hatte.
Yoshida hatte seinen Wohnsitz in Fujisawa in der Präfektur Kanagawa, blieb aber seiner Heimatstadt Uozu verbunden und wurde der erste Präsident der dortigen Industrie- und Handelskammer. Uozu ernannte ihn zum Ehrenbürger. Er war Vorsitzender der „Vereinigung der Reißverschlusshersteller Japans“ (全国ファスナー協会連合会, Zengoku Fasunā kyōkai rengokai).
Zu Yoshida gibt es die Bücher
- „Shigoto mōke-jin mōke - ningen Yoshida tadao goroku wārudo entāpuraizu `YKK keiei' no kandokoro“ (仕事儲け人儲け - 人間吉田忠雄語録 ワールド・エンタープライズ「YKK経営」の勘どころ) – „Profitierende Jobs, profitierende Menschen - Der Mensch Yoshida Tadao Gesprächsaufzeichnungen zum Managements des Weltunternehmen "YKK"“ 1986
- „Minna ni tsutaetai sekai no fasunā-ō Yoshida Tadao no kotoba“  (みんなに伝えたい世界のファスナー王 吉田忠雄のことば) – „Die Worte von Yoshida Tadao, dem König der Reißverschlüsse der Welt, die ich allen mitteilen möchte“ 2020.